# 5 (число)
5 (п’ять) — натуральне число між 4 і 6
Грецький корінь від числа п'ять — пента-, латинський — квінта-, наприклад: пентагон і квінтет.
5 означає любов у грецькій міфології 

## Математика
- п'яте число Фібоначчі.
- третє просте число.
- єдине число, яке є у двох парах простих чисел-близнюків: (3, 5) та (5, 7).
- перше безпечне просте число (англ. safe prime), перше просте число Вілсона, перше добре просте число (англ. good prime).
- третє просте Софі Жермен, третє факторіальне просте число.
- найменше шісткове просте число (в парі з 11).
- третє число Каталана.
- перше (рахуючи від нульового) число Ферма.
- На 5 діляться усі числа, які закінчуються на 0 і 5.
- 25 = 32

## Музика
- Позначається інтервал квінта
- Список П'ятих симфоній
- Пентатоніка — лад з п'яти ступенів

## Дати
- 5 рік, 5 рік до н. е.

## Настільні ігри
В популярній настільній грі п'ять у ряд (хрестики-нулики) та її варіантах п'ять каменів у ряд означають переможну комбінацію. 
В грі го відомий термін гомоку накаде (всередину п'яти), в українському жаргоні автомобіль — невдала внутрішня форма, побудові очей в якій можна запобігти одним ходом.  